# Schwefelbrustsittich
Der Schwefelbrustsittich (Aratinga maculata) ist eine südamerikanische Papageienart aus der Gattung der Keilschwanzsittiche (Aratinga).

## Beschreibung
Der Schwefelbrustsittich erreicht eine Körperlänge von 30 cm und ein Gewicht von 110 g. Das Gefieder ist überwiegend gelb. Der Oberkopf, der Mantel und die Oberflügeldecken sind hell grünlichgelb. Bei letzteren sind die Federzentren grünlich. Die unteren Oberflügeldecken sind hellgelb. Zu den großen Flügeldecken und den Schirmfedern hin wird die Färbung zunehmend papageiengrün. Die übrigen Schwungfedern und die Handdecken sind tiefblau. Bei den Handschwingen sind die Innenfahnen schwarz und die basale Hälfte der Außenfahnen grün. Die Schwanzmitte ist weitgehend olivgrün mit einem blauen distalen Bereich. Zu den äußeren Schwanzfedern hin nimmt die Blaufärbung zu. Die äußersten Steuerfedern sind vollständig blau. Der Kopf und die die Unterseite sind überwiegend hellhelb. Der untere Stirnbereich, der Orbitalring, der Bauch und die Flanken sind orange. An der Unterseite sind einige dunkle Schaftstreifen zu erkennen. Der Unterflügel- und Unterschwanzdecken sind schwärzlichgrau Letztere haben eine olivfarbenen Anflug an den Innenfahnen. Die Iris ist dunkelgrau.  Der Schnabel ist schwarz, die Füße sind dunkelbräunlich. Vom ähnlichen Goldsittich (Guaruba guarouba) unterscheidet sich die Art vor allem durch ihre blassere Farbe und die geringere Größe. Der Ruf ist ein hohes und schrilles skriek skriek skriek.

## Verbreitung
Sein Verbreitungsgebiet liegt östlich von Óbidos am nördlichen Ufer des unteren Amazonas im brasilianischen Bundesstaat Pará. Die Vögel leben in Gruppen von zwei bis zehn Exemplaren in offenen Habitaten mit sandigen Böden und kann auch oft in der Stadt Monte Alegre gesehen werden.

## Systematik
Der Schwefelbrustsittich gehört zur Gattung der Keilschwanzsittiche (Aratinga) und bildet innerhalb der Gattung mit dem Jendayasittich, dem Sonnensittich, dem Goldscheitelsittich (Aratinga auricapilla) und eventuell dem Nandaysittich (Aratinga nenday) eine monophyletische Klade.
2005 wurde die Form Aratinga pintoi als neue Art wissenschaftlich beschrieben und nach dem brasilianischen Ornithologen Olivério Mário de Oliveira Pinto (1896–1981) benannt. 2009 wurde bekannt, dass A. pintoi mit der 1776 von Philipp Ludwig Statius Müller beschriebenen Form Psittacus maculatus identisch ist. Nach den Statuten der ICZN wurden daraufhin beide Taxa synonymisiert und Statius Müllers wissenschaftlicher Benennung unter der neuen Kombination Aratinga maculata Vorrang gegeben.